# Geocoris
Geocoris là một chi côn trùng thuộc họ Geocoridae.

## Các loài
Chi này gồm các loài sau:
- Geocoris acuticeps Signoret, 1881
- Geocoris arenarius (Jakovlev, 1867)
- Geocoris ater (Fabricius, 1787)
- Geocoris chloroticus Puton, 1888
- Geocoris collaris Puton, 1878
- Geocoris confalonierii (de Bergevin, 1932)
- Geocoris desertorum (Jakovlev, 1871)
- Geocoris dispar (Waga, 1839)
- Geocoris erythrocephalus (Lepeletier & Serville, 1825)
- Geocoris erytrops (Dufour, 1857)
- Geocoris grylloides (Linnaeus, 1761)
- Geocoris lapponicus Zetterstedt, 1838
- Geocoris lineola (Rambur, 1839)
- Geocoris megacephalus (Rossi, 1790)
- Geocoris oschanini (Jakovlev, 1871)
- Geocoris pallidipennis (A. Costa, 1843)
- Geocoris phaeopterus (Germar, 1838)
- Geocoris pubescens (Jakovlev, 1871)
- Geocoris punctipes (Say, 1832)
- Geocoris uliginosus (Say)